# Pasaje Olaya
El Pasaje Olaya, fundada como Callejón de Petateros es una calle del Damero de Pizarro en el centro histórico de Lima, capital del Perú. Se extiende en una cuadra desde el Jirón Huallaga hacia el sur hasta el Jirón Ucayali. La única cuadra que forma acoge varios restaurantes y algunas tiendas de joyas. En el medio de la vía destaca el monumento al prócer José Olaya.

## Historia
La vía que hoy constituye el Pasaje Olaya fue tendida por el conquistador Francisco Pizarro cuando fundó la ciudad de Lima el 18 de enero de 1535. Durante los tiempos virreinales en esa calle se establecieron los vendedores de esterillas o petates por lo que fue llamado Callejón de Petateros.
El hecho más recordado por la Historia del Perú es el fusilamiento en ese callejón de José Olaya, considerado uno de los héroes de la independencia del Perú, el 29 de junio de 1823.

### Avenida proyectada
Hacia 1901, por las pobres condiciones higiénicas del pasaje (en esta época llamado 28 de Julio), se proyectó construir una pista que uniría la Plaza Mayor con una nueva plaza planeada cinco cuadras al sur que albergaría un nuevo ayuntamiento y congreso, adquiriendo el nombre de Avenida 28 de Julio. Al ser abandonado el proyecto, el pasaje preservó su carácter peatonal, adquiriendo el nombre de Olaya.